# Eleições legislativas portuguesas de 1983 na Madeira
| Eleições legislativas portuguesas de 1983 Distritos: Aveiro \| Beja \| Braga \| Bragança \| Castelo Branco \| Coimbra \| Évora \| Faro \| Guarda \| Leiria \| Lisboa \| Portalegre \| Porto \| Santarém \| Setúbal \| Viana do Castelo \| Vila Real \| Viseu \| Açores \| Madeira \| Estrangeiro |

## Resultados por Concelho
Os resultados nos concelhos da Região Autónoma da Madeira foram os seguintes:

### Calheta
| Partido                 | Partido                     | Votos | %               | +/-  |
| ----------------------- | --------------------------- | ----- | --------------- | ---- |
|                         | Partido Social Democrata    | 4 449 | 68,37 / 100,00  | 6,67 |
|                         | Centro Democrático e Social | 1 254 | 19,27 / 100,00  | 4,85 |
|                         | Partido Socialista          | 439   | 6,75 / 100,00   | 1,60 |
|                         | Outros                      | 204   | 3,13 / 100,00   |      |
| Votos Inválidos         | Votos Inválidos             | 161   | 2,47 / 100,00   | 0,02 |
| Total                   | Total                       | 6 507 | 100,00 / 100,00 |      |
| Eleitorado/Participação | Eleitorado/Participação     | 8 543 | 76,17 / 100,00  | 9,15 |

### Câmara de Lobos
| Partido                 | Partido                     | Votos  | %               | +/-  |
| ----------------------- | --------------------------- | ------ | --------------- | ---- |
|                         | Partido Social Democrata    | 8 294  | 70,29 / 100,00  | 2,16 |
|                         | Partido Socialista          | 1 889  | 16,01 / 100,00  | 4,51 |
|                         | Centro Democrático e Social | 490    | 4,15 / 100,00   | 0,01 |
|                         | União Democrática Popular   | 202    | 1,71 / 100,00   | 1,19 |
|                         | Aliança Povo Unido          | 152    | 1,29 / 100,00   | 0,50 |
|                         | Outros                      | 357    | 3,03 / 100,00   |      |
| Votos Inválidos         | Votos Inválidos             | 415    | 3,51 / 100,00   | 0,65 |
| Total                   | Total                       | 11 799 | 100,00 / 100,00 |      |
| Eleitorado/Participação | Eleitorado/Participação     | 15 884 | 74,28 / 100,00  | 8,01 |

### Funchal
| Partido                 | Partido                          | Votos  | %               | +/-   |
| ----------------------- | -------------------------------- | ------ | --------------- | ----- |
|                         | Partido Social Democrata         | 24 402 | 44,19 / 100,00  | 9,51  |
|                         | Partido Socialista               | 18 915 | 34,25 / 100,00  | 10,66 |
|                         | Centro Democrático e Social      | 4 664  | 8,45 / 100,00   | 0,97  |
|                         | Aliança Povo Unido               | 2 264  | 4,10 / 100,00   | 0,41  |
|                         | União Democrática Popular        | 1 716  | 3,11 / 100,00   | 1,49  |
|                         | Partido Democrático do Atlântico | 627    | 1,14 / 100,00   | 0,53  |
|                         | Outros                           | 1 095  | 1,98 / 100,00   |       |
| Votos Inválidos         | Votos Inválidos                  | 1 539  | 2,79 / 100,00   | 0,02  |
| Total                   | Total                            | 55 222 | 100,00 / 100,00 |       |
| Eleitorado/Participação | Eleitorado/Participação          | 76 951 | 71,76 / 100,00  | 7,03  |

### Machico
| Partido                 | Partido                     | Votos  | %               | +/-     |
| ----------------------- | --------------------------- | ------ | --------------- | ------- |
|                         | Partido Social Democrata    | 5 422  | 59,32 / 100,00  | 2,15    |
|                         | Partido Socialista          | 1 905  | 20,84 / 100,00  | 10,61   |
|                         | União Democrática Popular   | 919    | 10,05 / 100,00  | 10,37   |
|                         | Centro Democrático e Social | 234    | 2,56 / 100,00   | 0,81    |
|                         | Aliança Povo Unido          | 176    | 1,93 / 100,00   | Estável |
|                         | Outros                      | 190    | 2,09 / 100,00   |         |
| Votos Inválidos         | Votos Inválidos             | 294    | 3,22 / 100,00   | 0,84    |
| Total                   | Total                       | 9 140  | 100,00 / 100,00 |         |
| Eleitorado/Participação | Eleitorado/Participação     | 13 129 | 69,62 / 100,00  | 10,80   |

### Ponta do Sol
| Partido                 | Partido                     | Votos | %               | +/-  |
| ----------------------- | --------------------------- | ----- | --------------- | ---- |
|                         | Partido Social Democrata    | 3 615 | 76,98 / 100,00  | 8,71 |
|                         | Centro Democrático e Social | 559   | 11,90 / 100,00  | 8,03 |
|                         | Partido Socialista          | 326   | 6,94 / 100,00   | 2,17 |
|                         | Aliança Povo Unido          | 52    | 1,11 / 100,00   | 0,13 |
|                         | Outros                      | 81    | 1,72 / 100,00   |      |
| Votos Inválidos         | Votos Inválidos             | 63    | 1,34 / 100,00   | 0,57 |
| Total                   | Total                       | 4 696 | 100,00 / 100,00 |      |
| Eleitorado/Participação | Eleitorado/Participação     | 5 845 | 80,34 / 100,00  | 6,44 |

### Porto Moniz
| Partido                 | Partido                     | Votos | %               | +/-   |
| ----------------------- | --------------------------- | ----- | --------------- | ----- |
|                         | Partido Social Democrata    | 1 286 | 63,32 / 100,00  | 10,92 |
|                         | Centro Democrático e Social | 498   | 24,52 / 100,00  | 10,20 |
|                         | Partido Socialista          | 146   | 7,19 / 100,00   | 1,24  |
|                         | Outros                      | 63    | 3,09 / 100,00   |       |
| Votos Inválidos         | Votos Inválidos             | 38    | 1,87 / 100,00   | 0,21  |
| Total                   | Total                       | 2 031 | 100,00 / 100,00 |       |
| Eleitorado/Participação | Eleitorado/Participação     | 2 610 | 77,82 / 100,00  | 6,45  |

### Porto Santo
| Partido                 | Partido                     | Votos | %               | +/-  |
| ----------------------- | --------------------------- | ----- | --------------- | ---- |
|                         | Partido Social Democrata    | 1 215 | 54,44 / 100,00  | 0,42 |
|                         | Partido Socialista          | 853   | 38,22 / 100,00  | 1,84 |
|                         | Centro Democrático e Social | 53    | 2,37 / 100,00   | 0,04 |
|                         | Aliança Povo Unido          | 25    | 1,12 / 100,00   | 0,08 |
|                         | Outros                      | 45    | 2,01 / 100,00   |      |
| Votos Inválidos         | Votos Inválidos             | 41    | 1,84 / 100,00   | 0,83 |
| Total                   | Total                       | 2 232 | 100,00 / 100,00 |      |
| Eleitorado/Participação | Eleitorado/Participação     | 2 759 | 80,90 / 100,00  | 6,93 |

### Ribeira Brava
| Partido                 | Partido                     | Votos | %               | +/-  |
| ----------------------- | --------------------------- | ----- | --------------- | ---- |
|                         | Partido Social Democrata    | 4 728 | 75,31 / 100,00  | 2,00 |
|                         | Partido Socialista          | 677   | 10,78 / 100,00  | 2,55 |
|                         | Centro Democrático e Social | 359   | 5,72 / 100,00   | 1,27 |
|                         | Aliança Povo Unido          | 87    | 1,39 / 100,00   | 0,49 |
|                         | Outros                      | 196   | 3,12 / 100,00   |      |
| Votos Inválidos         | Votos Inválidos             | 231   | 3,68 / 100,00   | 1,34 |
| Total                   | Total                       | 6 278 | 100,00 / 100,00 |      |
| Eleitorado/Participação | Eleitorado/Participação     | 8 282 | 75,80 / 100,00  | 6,48 |

### Santa Cruz
| Partido                 | Partido                     | Votos  | %               | +/-   |
| ----------------------- | --------------------------- | ------ | --------------- | ----- |
|                         | Partido Social Democrata    | 7 001  | 60,46 / 100,00  | 10,28 |
|                         | Partido Socialista          | 2 487  | 21,48 / 100,00  | 7,49  |
|                         | Centro Democrático e Social | 708    | 6,11 / 100,00   | 1,91  |
|                         | Aliança Povo Unido          | 409    | 3,53 / 100,00   | 1,24  |
|                         | União Democrática Popular   | 198    | 1,71 / 100,00   | 0,77  |
|                         | Outros                      | 365    | 3,14 / 100,00   |       |
| Votos Inválidos         | Votos Inválidos             | 412    | 3,56 / 100,00   | 0,33  |
| Total                   | Total                       | 11 580 | 100,00 / 100,00 |       |
| Eleitorado/Participação | Eleitorado/Participação     | 15 187 | 76,25 / 100,00  | 7,17  |

### Santana
| Partido                 | Partido                     | Votos | %               | +/-  |
| ----------------------- | --------------------------- | ----- | --------------- | ---- |
|                         | Partido Social Democrata    | 3 915 | 75,19 / 100,00  | 5,82 |
|                         | Partido Socialista          | 548   | 10,52 / 100,00  | 3,87 |
|                         | Centro Democrático e Social | 381   | 7,32 / 100,00   | 0,51 |
|                         | Aliança Povo Unido          | 54    | 1,04 / 100,00   | 0,13 |
|                         | Outros                      | 173   | 3,32 / 100,00   |      |
| Votos Inválidos         | Votos Inválidos             | 136   | 2,61 / 100,00   | 0,63 |
| Total                   | Total                       | 5 207 | 100,00 / 100,00 |      |
| Eleitorado/Participação | Eleitorado/Participação     | 7 424 | 70,14 / 100,00  | 9,56 |

### São Vicente
| Partido                 | Partido                     | Votos | %               | +/-  |
| ----------------------- | --------------------------- | ----- | --------------- | ---- |
|                         | Partido Social Democrata    | 2 222 | 60,83 / 100,00  | 4,92 |
|                         | Partido Socialista          | 578   | 15,82 / 100,00  | 5,85 |
|                         | Centro Democrático e Social | 521   | 14,26 / 100,00  | 0,64 |
|                         | Outros                      | 172   | 4,71 / 100,00   |      |
| Votos Inválidos         | Votos Inválidos             | 160   | 4,38 / 100,00   | 0,01 |
| Total                   | Total                       | 3 653 | 100,00 / 100,00 |      |
| Eleitorado/Participação | Eleitorado/Participação     | 5 236 | 69,77 / 100,00  | 5,50 |